# 格林里弗鎮區 (北卡羅萊納州亨德森縣)
格林里弗鎮區（英語：Green River Township）是位於美國北卡羅萊納州亨德森縣的一個鎮區。

## 地方資料
格林里弗鎮區的面積為144.00平方千米，皆為陸地。根據2020年美國人口普查的數據，當地共有人口4835人，而人口密度為每平方千米33.58人。